# Police en Russie
Les services de police en Russie (en russe : полиция ; transcription : politsiya) sont assurés au niveau fédéral. La police russe est rattachée au Ministère de l'Intérieur. Elle a été créée en 2011, en remplacement de la Militsia, l'ancien service de police. La Politsiya exerce ses activités conformément à la loi «Sur la police» (Закон «О полиции»), tel qu'approuvée par l'Assemblée Fédérale et par la suite signée dans la loi le 7 février 2011 par le président de la fédération de Russie de l'époque, Dmitri Medvedev.
Les effectifs y sont particulièrement élevés avec près d'un policier pour 100 habitants.

## L'histoire
Le système a été créé pour protéger l'ordre public et lutter contre la criminalité dans l'Empire russe. Il a été réorganisé le 1er mars 2011 sous l'égide de la Fédération de Russie (à l'exception des structures existantes non liées au ministère de l'Intérieur).

### XVIesiècle
En 1504, des chevaux de frise sont installés à Moscou, sous lesquels sont postés les gardes, issus de la population locale. La ville était divisée en zones, entre lesquelles des portes à treillis étaient construites. Il était interdit de se déplacer dans la ville la nuit ou sans éclairage. Par la suite, le Grand Prince Ivan le Terrible a établi des patrouilles autour de Moscou pour une sécurité accrue.
Le Soudebnik d'Ivan IV a transféré les affaires "de voleurs guidés" sous la juridiction des anciens honoraires. Avant cela, les lettres d'honneur étaient comme des récompenses et étaient décernées par une pétition de la population. Ces lettres permettaient à la société locale de gérer indépendamment le travail de la police. Dans les villes, les fonctions de police étaient guidées par le maire.
L'administration contre les voleurs a été mentionnée pour la première fois en 1571 et a existé sans interruption jusqu'au XVIIIe siècle. Des sources écrites de Moscou ont mentionné les boyards et les affaires contre les voleurs depuis 1539. Constantine Nevoline pensait que l'Administration contre les voleurs était une commission temporaire créée pour mettre fin aux vols. Cependant, comme les vols se sont intensifiés, la commission temporaire s'est transformée en comité permanent et, par conséquent, l'administration contre les voleurs est restée.

### XVIIesiècle
Par un décret du 14 août 1687, les affaires de l'administration des voleurs furent transférées aux Zemski sobor. En avril 1649, le Grand Prince Alexis a publié un décret sur le système de bénédiction urbaine utilisé auparavant. Par décret dans la Bely Gorod (maintenant connue sous le nom de Belgorod), une équipe devait être créée sous la direction d'Ivan Novikov et du greffier Vikula Panov. Le détachement était censé assurer la sécurité et l'ordre, ainsi que se protéger contre les incendies. Ils ont été trahis par cinq employés de treillis et «une personne de 10 mètres» avec des rugissements, des haches et des conduites d'eau.
Les policiers des grandes villes s'appelaient Zemsky Ïaryg. La couleur des uniformes variait entre les villes. À Moscou, les officiers étaient vêtus de vêtements rouges et verts. Sur la poitrine, les lettres «З» (Z) et «Я» (ÏA) étaient cousues.
En 1669, les détectives ont remplacé universellement le rôle des anciens honoraires.

### XVIIIesiècle

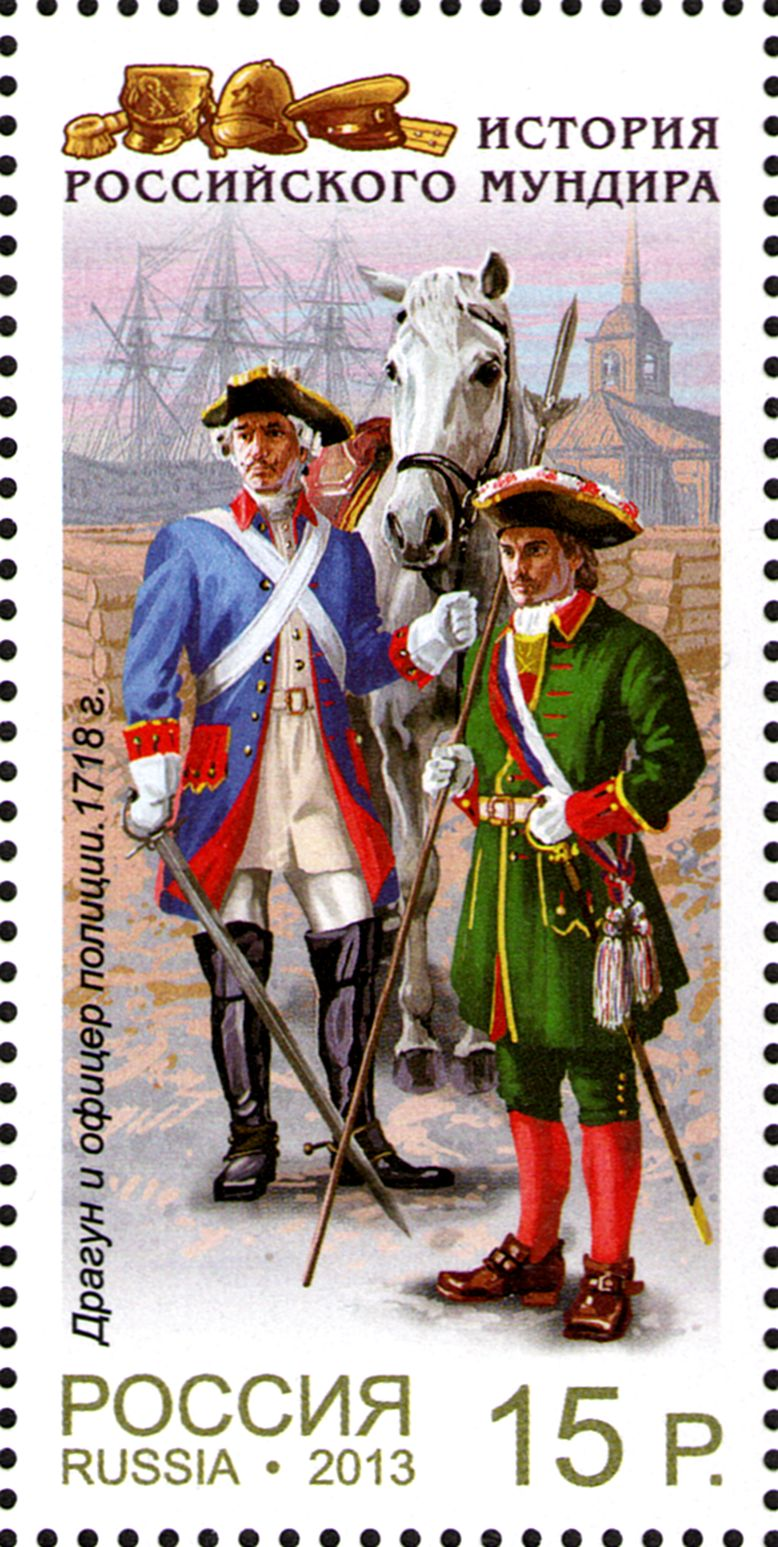
Dragoon (à gauche) et un policier. 1718. Timbre-poste Russie 2013.

La police de Saint-Pétersbourg a été créée en tant que police principale en 1715 par décret de Pierre le Grand. Initialement, le personnel de la police de Saint-Pétersbourg était composé du chef adjoint de la police générale, de 4 officiers et de 36 grades inférieurs. Le personnel de bureau et les dix employés travaillaient au bureau du poste de police principal. La police a non seulement maintenu l'ordre dans la ville, mais a également exercé plusieurs fonctions économiques et s'est engagée dans l'amélioration de la ville - pavage des rues, drainage des endroits marécageux, collecte des ordures, etc.
Le 7 juin 1718, l'adjudant général Anton de Vieira est nommé Général Polizeimeister. Pour l'aider à terminer ses travaux, le bureau principal de la police a été créé et un régiment d'armée a été remis au général Polizeimeister. Tous les grades de ce régiment sont devenus des policiers. Grâce aux efforts du général de Vieira, en 1721, les premières lanternes et bancs de repos furent installés à Saint-Pétersbourg.
Le 19 janvier 1722, le Sénat du gouvernement établit la police de Moscou. L'Ober-Polizeimeister devait être nommé par l'empereur des grades militaires ou civils. Par les instructions du 20 juillet 1722, l'Ober-Polizeimeister a supervisé la protection de la paix publique à Moscou en tant que chef du bureau de police de Moscou. Entre 1729-1731 et 1762-1764, le chef de la police de Moscou s'appelait le général Polizeimeister.
Le 23 avril 1733, l'impératrice Anna signa un décret «Sur la mise en place de la police dans les villes». Ce décret conférait à la police l'autorité du tribunal et lui permettait de prononcer des sanctions pénales.

### XIXeetXXesiècles

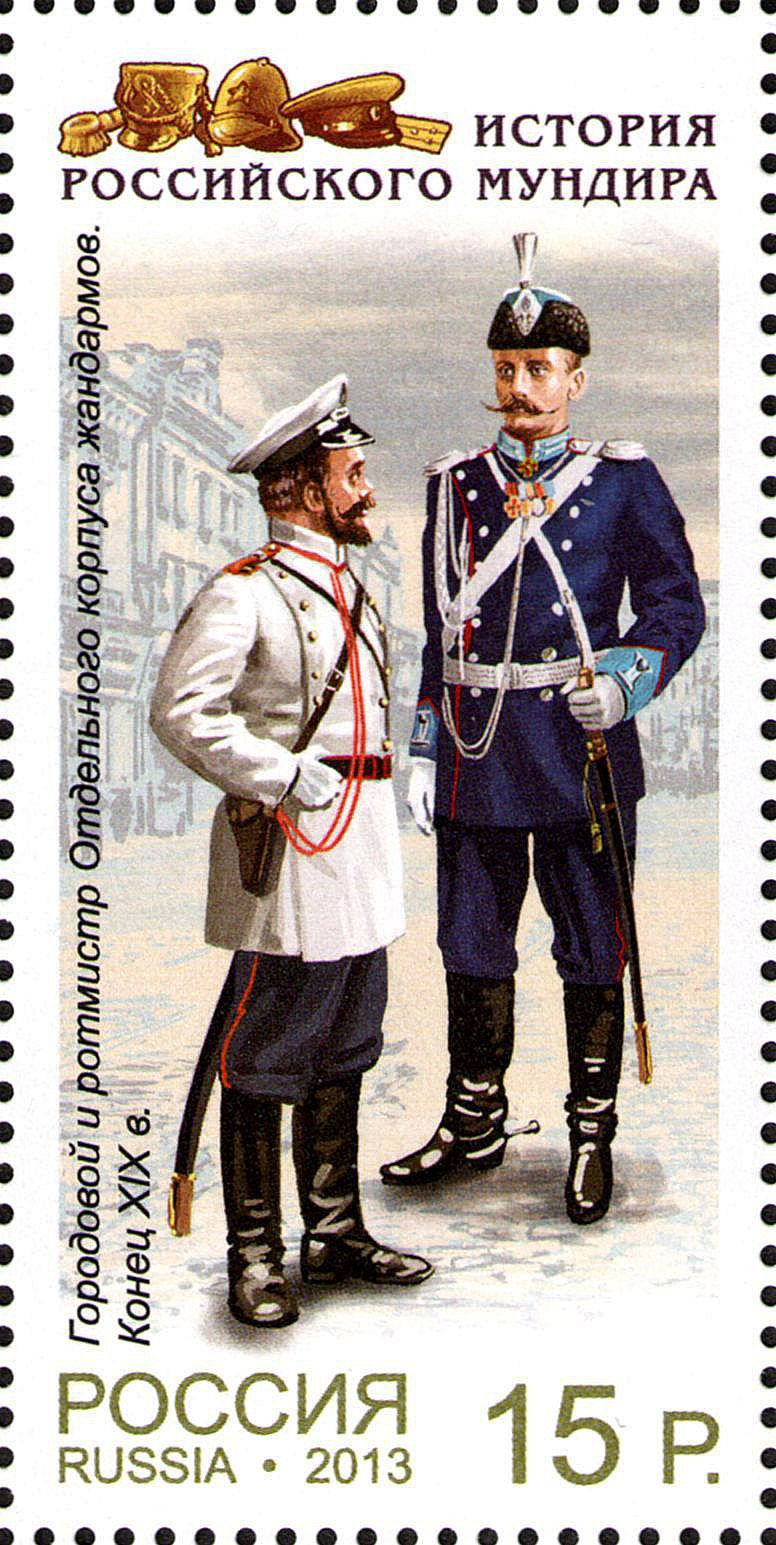
L'uniforme du policier et du capitaine du Corps spécial de gendarmerie à la fin du 19e siècle. Timbre russe (2013).

En 1837, un décret sur la police zemstvo a été publié, selon lequel le chef de la police zemstvo est devenu le chef de la police dans le district. Les policiers lui ont obéi. Leur. à leur tour, le dixième, sotsky, cinq cent mille paysans obéirent.
En 1862, une réforme de la police est effectuée. Le titre de maire a été aboli; les conseils municipaux des villes qui étaient subordonnés à la police de district étaient rattachés aux tribunaux de zemstvo, qui ont été rebaptisés services de police de district, et dans les villes qui conservaient leur police, ils ont été renommés services de police de la ville.
En 1866, une garde zemstvo est établie dans les districts du Royaume de Pologne.
En 1866, le chef de la police de Saint-Pétersbourg, Fédor Trepov, a envoyé une note à Alexandre II, dans laquelle il disait: « Une lacune importante dans l'institution de la police métropolitaine était l'absence d'une unité spéciale ayant pour but spécial de mener des recherches pour résoudre les crimes, trouver des mesures générales pour prévenir et réprimer les crimes. Ces responsabilités incombent aux rangs de la police extérieure, qui, supportant tout le fardeau du service de police, n’a ni les moyens ni l’occasion d’agir avec succès à cet égard. Pour éliminer cette carence, il a été proposé de créer une police de détective ».
Le département de détective a été fondé en 1866, fonctionnant sous le département de police du ministère de l'Intérieur, et en 1907, des départements similaires avaient été créés dans d'autres grandes villes de l'Empire russe, notamment Moscou, Kiev, Riga, Odessa, Tiflis, Bakou, Rostov-sur-le-Don et Nijni Novgorod. D'autres districts étaient surveillés par la police rurale ou des unités de gendarmerie.
Les 3 500 forces de police de Petrograd ont constitué la principale opposition aux émeutes, qui ont marqué le début de la Révolution de février. Après la défection des unités de l'armée en garnison dans la ville, la police est devenue la principale cible des révolutionnaires et beaucoup ont été tués. La police de l'Empire russe a été dissoute le 10 mars 1917 et le 17 avril, le gouvernement provisoire a établi la milice populaire en tant que nouvel organe d'application de la loi.
Par ordre de Piotr Stolypine, au département de police, des cours spéciaux ont été créés pour former les chefs des services de détective. Au Congrès international des criminalistes, tenu en Suisse en 1913, la police policière russe a été reconnue comme la meilleure au monde dans la résolution de crimes.
Après la Révolution de Février, par décret du Gouvernement Provisoire du 10 mars 1917, le Département de Police a été aboli.

### Militsia soviétique

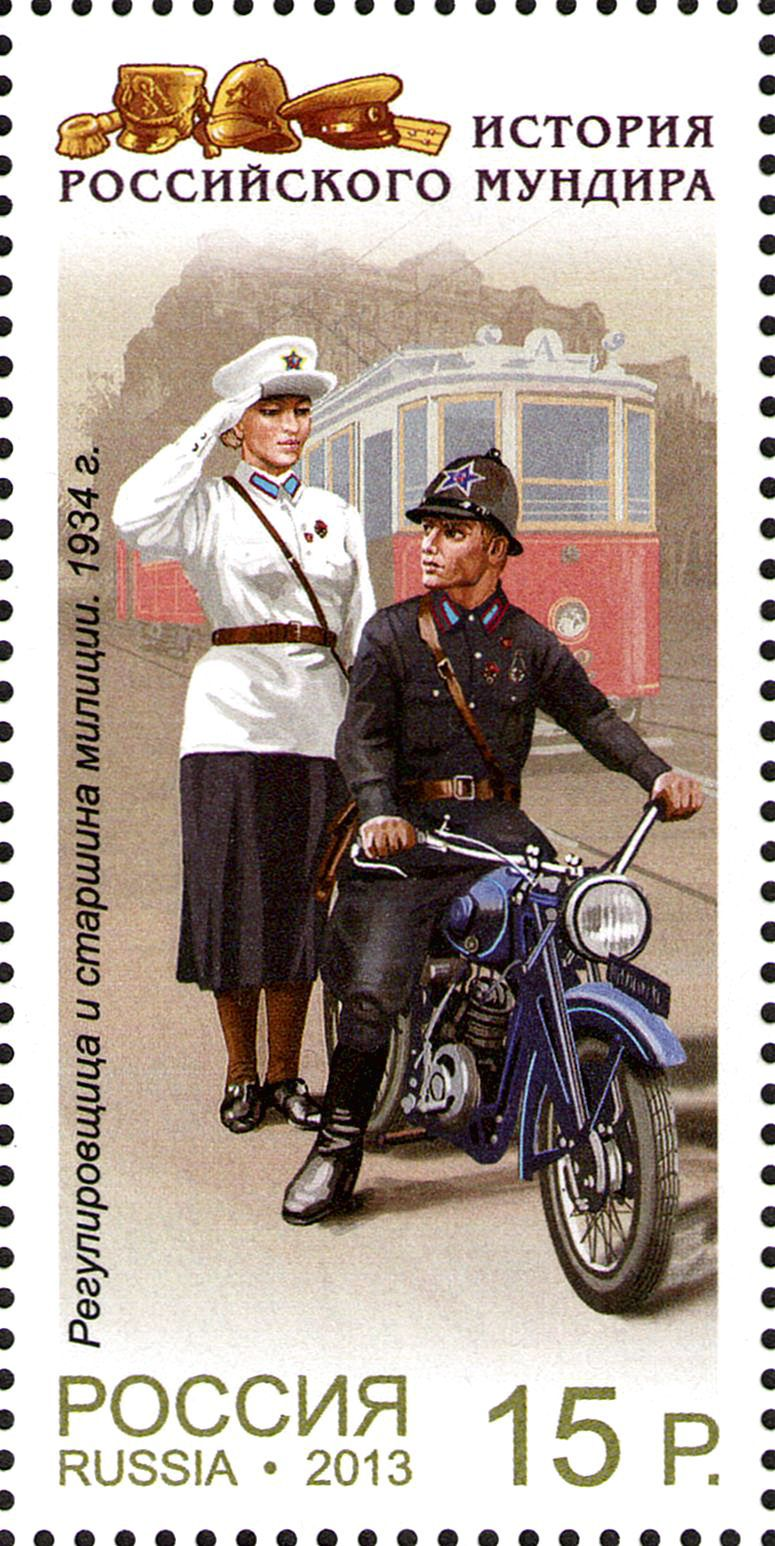
Le contrôleur de la circulation et le starchina (Adjudant OR-8) de la militsia (1934). Timbre-poste de la Russie (2013).

Décisions du gouvernement provisoire «Sur l'approbation de la militsia» et «Règlement provisoire sur la militsia», publiées le 17 avril 1917, la «militsia populaire» a été créée. La milice populaire est déclarée être l'organe exécutif du pouvoir de l'Etat au niveau local, «directement sous la juridiction du zemstvo et des administrations publiques de la ville».
En même temps que la «militsia populaire» de l'Etat, les conseils des députés ouvriers organisent des détachements de «militsia ouvrières» et d'autres formations armées, qui sont sous l'influence de diverses forces politiques, et parfois en dehors d'elles. Dans le même temps, la militsia ouvrière n'était pas subordonnée aux commissaires de la militsia de la ville.
Le Conseil de la militsia populaire de Petrograd, formé le 3 juin sous les auspices des bolcheviks, est entré en conflit avec le chef de la milice de la ville, lançant des slogans politiques en rapport avec le refus de payer un supplément pour service dans la milice aux travailleurs qui reçoivent le plein salaire dans les usines. La structure étatique la plus importante a été détruite.
Le principe de l'auto-organisation des forces de l'ordre a été mis en œuvre par le Parti bolchevique pendant un certain temps après la Révolution d'octobre 1917. Le décret du NKVD «Sur la militsia ouvrière» du 28 octobre 1917 ne prévoyait pas les formes d'organisation de l'appareil de police d'État.
La militsia ouvrière avait le caractère d'organisations d'amateurs de masse, a été formée sur la base d'escouades volontaires, de sorte qu'elle ne pouvait pas arrêter le crime endémique.
Le 10 mai 1918, le conseil d'administration du NKVD adopta un arrêté: « La militsia existe en tant que personnel permanent de personnes exerçant des fonctions spéciales, l'organisation de la militsia doit être effectuée indépendamment de l'Armée rouge, leurs fonctions doivent être strictement délimitées ».

### 2011: Réforme de la police

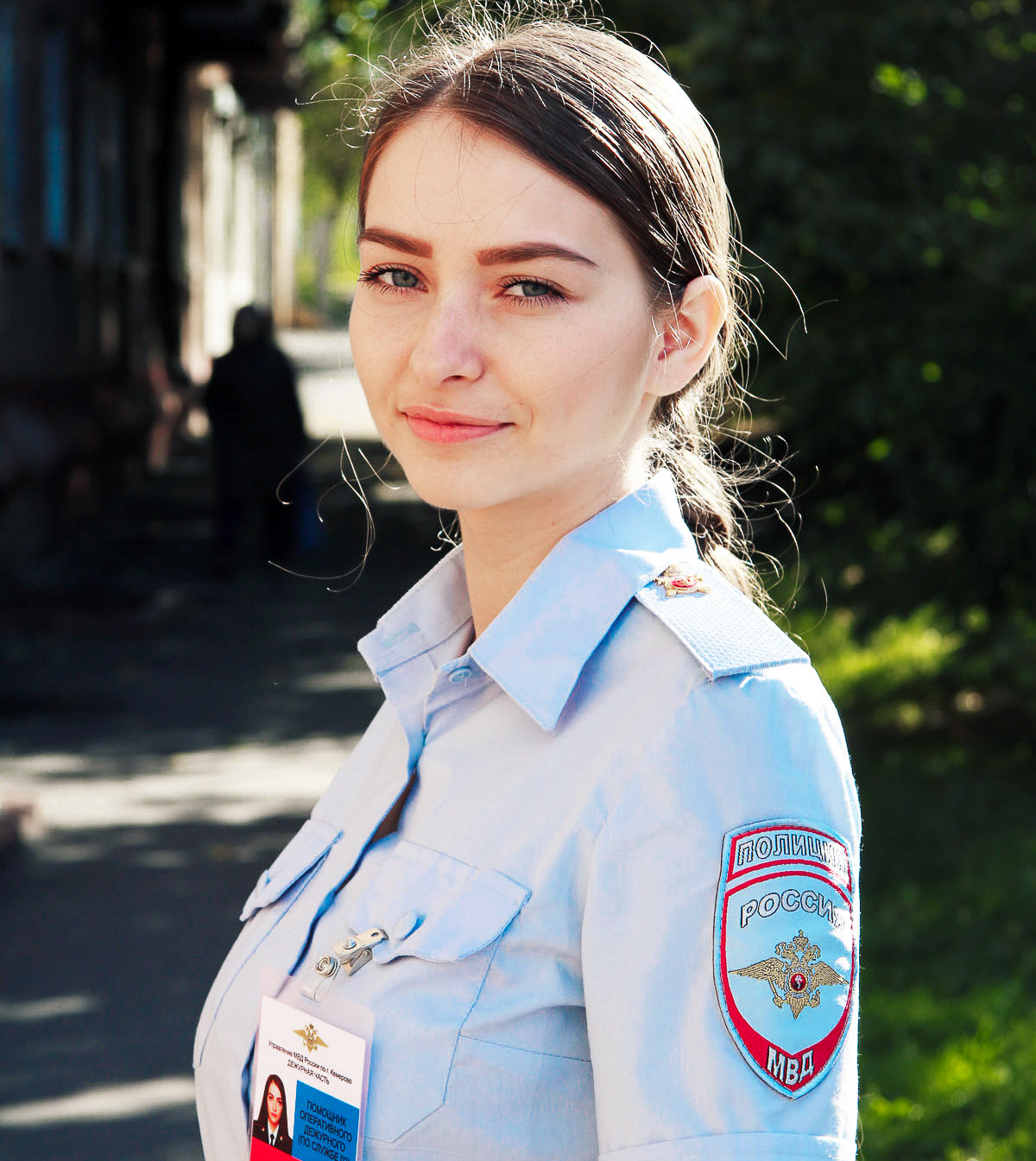
Uniforme d'été d'une policière russe

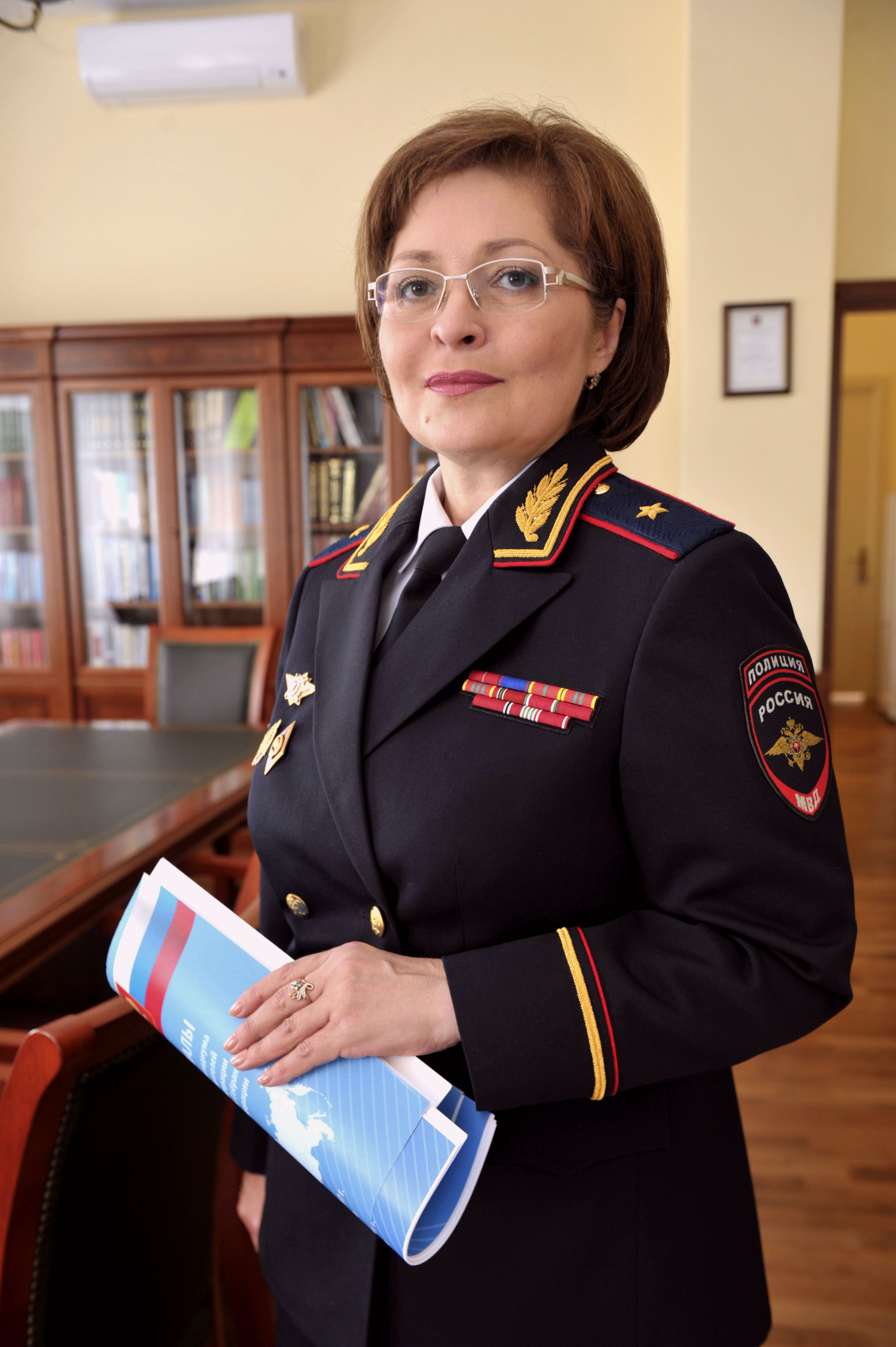
Chef du département principal des migrations, général de division de la police Olga Kirillova.

Initiée par l'ancien président Dmitri Medvedev, la réforme de la police russe (Закон РФ «о полиции» (Zakon RF «O politsii» {loi sur la police}) est un effort continu pour améliorer l'efficacité des forces de police russes, réduire la corruption et améliorer l'image publique de la police. Le 7 février 2011, des modifications ont été apportées aux lois de la police, au code pénal et au code de procédure pénale. Les modifications sont entrées en vigueur le 1er mars 2011. Ces modifications prévoient un personnel chargé de l'application des lois réduction de 20%, renommant les forces de l'ordre russes de «militsia» (milice) en «politsia» (police), augmentations substantielles des salaires, centralisation du financement et plusieurs autres changements. Environ 217 milliards de roubles (7 milliards de dollars) ont été alloués au budget fédéral pour financer la réforme.

#### Principaux changements et objectifs de la réforme
- Changement de nom Dans le cadre de la réforme, le nom des forces de l'ordre russes est passé du terme de l'ère soviétique « militsia » (milice) à « politsia » (police), plus universel, le 1er mars 2011[3].
- Réduction du personnel et augmentation des salaires Le nombre d'agents de police a été réduit de 20 %. La réduction a été réalisée grâce à une ré-évaluation globale de tous les agents. La rémunération des agents restant est triplée[4].
- Centralisation À la suite de la réforme, la police russe est devenue une institution de niveau fédéral, dont le financement provenait entièrement du budget fédéral. Dans l'ancien système, les unités de police chargées de l'ordre public et des petits délits relevaient de la compétence des autorités régionales et municipales, financées sur le budget régional, et étaient plus responsables devant les gouverneurs régionaux que devant le gouvernement fédéral central[réf. nécessaire].
- Modification des droits de la police et des détenus Selon la nouvelle loi, les détenus auront le droit de passer un appel téléphonique dans les 3 heures suivant leur détention. Ils auront également le droit d'avoir un avocat et un interprète dès le moment de leur détention, et la police doit informer le détenu de ses droits et devoirs. La police n'a plus le droit d'effectuer et d'exiger de contrôles des activités financières et commerciales d'une entreprise. La police ne peut également plus détenir un citoyen pendant une heure uniquement pour vérifier son identité[5].

Cette fois, les autorités ont clairement indiqué qu’elles avaient l’intention de mener à bien la réforme et ont également décidé d’associer les citoyens ordinaires à l’élaboration de la loi. Le 6 août 2010, le président russe Dmitri Medvedev, lors d'une réunion sur la réforme du ministère de l'Intérieur de la Russie, a proposé le lendemain de soumettre le projet de loi « Sur la police » pour discussion générale sur Internet.
Ainsi, le 7 août 2010, un nouveau projet de loi «Sur la police» est proposé (le même projet de loi avec les noms changés de «militsia» en «police»).
Selon une enquête menée par le VTsIOM les 14 et 15 août 2010, 63% des Russes pensent que renommer la militsia en police ne changera rien et que tout restera inchangé dans le travail du département. Le nouveau projet de loi s'inscrit dans la continuité de la politique opposée de la réforme de 2002, à savoir une centralisation encore plus grande. Les institutions de la milice de sécurité publique et de la milice criminelle sont en cours d'abolition. Contrairement à la police, qui est partiellement subordonnée à l'autorité du sujet de la fédération, la police n'est pas liée au sujet de la fédération.
Environ 5 millions de personnes ont pris part à la discussion en ligne du projet de loi « Sur la police », ce qui est unique en Russie. En conséquence, le projet de loi, par rapport à la forme originale, a subi des changements importants liés aux pouvoirs de la nouvelle structure. En particulier, les dispositions selon lesquelles les policiers peuvent pénétrer librement dans les locaux des citoyens, les parcelles leur appartenant, sur les territoires, les terrains et les locaux occupés par des associations et organisations publiques, ainsi que la « présomption de légalité policière » la plus critiquée ( «Les demandes du policier adressées aux citoyens et aux fonctionnaires, et les mesures prises par lui, sont considérées comme légales jusqu'à ce qu'elles soient établies autrement de la manière prescrite par la loi»), même si, selon les politiciens de l'opposition, cette formulation n'était que voilée et non exclue.
Malgré les critiques de certains secteurs de la société et de plusieurs partis politiques de l'opposition, le projet de loi a été adopté en première lecture le 10 décembre 2010. Le vendredi 28 janvier 2011, la Douma d'État a adopté le projet de loi «Sur la police» en troisième lecture finale. Seuls 315 députés ont voté pour l'adoption de la loi, 130 contre, il n'y a pas eu d'abstention.
Il était initialement prévu que la nouvelle loi entrerait en vigueur en janvier 2011, mais la police russe a été officiellement rétablie le 1er mars 2011.
Le 7 février 2011, le président a tweeté un message : « J'ai signé la loi sur la police. Merci à tous ceux qui ont participé à la discussion de cet important document. La loi est la première étape vers la mise à jour du ministère des Affaires intérieures. ».
Le 1er mars 2011, la loi sur la police est entrée en vigueur et à partir du 1er janvier 2012, tous les symboles de la police sont devenus invalides.

## Administration centrale
1. Service de police criminelle: Département des enquêtes criminelles (russe : Уголовный розыск)
  - Bureau principal du maintien de l'ordre public (police de patrouille) (russe : Главное управление по обеспечению охраны общественного порядка)
  - Bureau principal de la sécurité routière (police de la circulation) (russe : Главное управление по обеспечению безопасности дорожного движения)
  - Bureau principal de l'intérieur pour les transports (police des transports) (russe : Главное управление на транспорте)
  - Bureau principal des enquêtes criminelles (police criminelle) (russe : Главное управление уголовного розыска)
  - Bureau principal de lutte contre la criminalité économique et fiscale (russe : Главное управление борьбы с экономическими преступлениями)
  - Bureau de recherche opérationnelle (russe : Оперативно-поисковое управление)
  - Bureau de coordination du service de police criminelle (russe : Оперативно-штатное управление)
2. Service logistique
  - Département du support matériel et technique (russe : Департамент по материально-техническому обеспечению)
  - Département des finances et de l'économie (russe : Департамент по финансово-экономической политике и обеспечению социальных гарантий)
  - Département de la fonction publique et du personnel (russe : Департамент государственной службы и кадров)
  - Département des technologies de l'information, des communications et de la protection de l'information (russe : Департамент информационных технологий, связи и защиты информации)
  - Département légal (russe : Договорно-правовой департамент)
  - Département organisationnel et analytique (russe : Организационно-аналитический департамент)
3. Divisions indépendantes
  - Département d'enquête (russe : Следственный департамент)
  - Bureau principal de la sécurité intérieure (russe : Главное управление собственной безопасности)
  - Bureau « K » (russe : Управление « К »)
  - Bureau de contrôle et d'audit (russe : Контрольно-ревизионное управление)
  - Bureau central national d'Interpol (russe : Национальное центральное бюро Интерпола)
  - Bureau pour la sécurité des personnes soumises à la protection de l'État (russe : Управление по обеспечению безопасности лиц, подлежащих государственной защите)
  - Bureau de la sécurité pour les grands événements sportifs internationaux et de masse (russe : Управление по обеспечению безопасности крупных международных и массовых спортивных мероприятий)
  - Bureau de l'organisation de l'enquête (russe : Управление по организации дознания)
  - Centre d'expertise médico-légale (russe : Экспертно-криминалистический центр)

## Insigne
Les policiers russes portent des uniformes conformément à l'arrêté du Ministère de l'intérieur de la Fédération de Russie du 26 juillet 2013 N 575 "Sur approbation des règles relatives au port de l'uniforme, des insignes et des insignes départementaux par les employés des organes des affaires internes de la Fédération de Russie"
Les signes de distinction particulière entre les officiers des régiments opérationnels de la police russe sont: le béret noir.
Pour les employés de la police touristique, une pancarte avec l'inscription "POLICE TOURISTIQUE" et le drapeau de la Russie.

Les policiers qualifiés pour porter un béret marron peuvent porter un béret marron.

Patch d'affiliation au ministère de l'intérieur de la Russie
Patch de police de patrouille
Patch de la police de la circulation
Patch de police des transports

### Grades de police
La police russe n'utilise pas le grade de caporal. 
Officiers
| Code OTAN équivalent | OF-10         | OF-10         | OF-9                                                            | OF-9                                                            | OF-8                                                        | OF-8                                                        | OF-7                                                            | OF-7                                                            | OF-6                                        | OF-6                                        | OF-5                                   | OF-5                                   | OF-4                                                | OF-4                                                | OF-3                                | OF-3                                | OF-2                             | OF-2                             | OF-1                                     | OF-1                                     | OF-1                                | OF-1                                | OF-1                                                             | OF-1                                                             | OF(D)                            | OF(D)                            | OF(D)                            | OF(D)                            | OF(D)                            | OF(D)                            | OF(D)                            | OF(D)                            | OF(D)                            | OF(D)                            | OF(D)                            | OF(D)                            |
|                      |               |               | État-major du commandement suprême                              | État-major du commandement suprême                              | État-major du commandement suprême                          | État-major du commandement suprême                          | État-major du commandement suprême                              | État-major du commandement suprême                              | État-major du commandement suprême          | État-major du commandement suprême          | Personnel de commandement supérieur    | Personnel de commandement supérieur    | Personnel de commandement supérieur                 | Personnel de commandement supérieur                 | Personnel de commandement supérieur | Personnel de commandement supérieur | État-major de commandement moyen | État-major de commandement moyen | État-major de commandement moyen         | État-major de commandement moyen         | État-major de commandement moyen    | État-major de commandement moyen    | État-major de commandement moyen                                 | État-major de commandement moyen                                 |                                  |                                  |                                  |                                  |                                  |                                  |                                  |                                  |                                  |                                  |                                  |                                  |
| -------------------- | ------------- | ------------- | --------------------------------------------------------------- | --------------------------------------------------------------- | ----------------------------------------------------------- | ----------------------------------------------------------- | --------------------------------------------------------------- | --------------------------------------------------------------- | ------------------------------------------- | ------------------------------------------- | -------------------------------------- | -------------------------------------- | --------------------------------------------------- | --------------------------------------------------- | ----------------------------------- | ----------------------------------- | -------------------------------- | -------------------------------- | ---------------------------------------- | ---------------------------------------- | ----------------------------------- | ----------------------------------- | ---------------------------------------------------------------- | ---------------------------------------------------------------- | -------------------------------- | -------------------------------- | -------------------------------- | -------------------------------- | -------------------------------- | -------------------------------- | -------------------------------- | -------------------------------- | -------------------------------- | -------------------------------- | -------------------------------- | -------------------------------- |
| Russia               | No equivalent | No equivalent | Colonel général                                                 | Colonel général                                                 | Lieutenant général                                          | Lieutenant général                                          | Major général                                                   | Major général                                                   | Colonel                                     | Colonel                                     | Lieutenant Colonel                     | Lieutenant Colonel                     | Major                                               | Major                                               |                                     |                                     |                                  |                                  |                                          |                                          |                                     |                                     |                                                                  |                                                                  |                                  |                                  |                                  |                                  |                                  |                                  |                                  |                                  |                                  |                                  |                                  |                                  |
| Russia               | No equivalent | No equivalent | Général de la police (Генерал полиции) (Directeur Général DGPN) | Général de la police (Генерал полиции) (Directeur Général DGPN) | Colonel général (Генера́л-полко́вник) (Inspecteur Général IG) | Colonel général (Генера́л-полко́вник) (Inspecteur Général IG) | Lieutenant général (Генера́л-лейтена́нт) (Contrôleur Général CNG) | Lieutenant général (Генера́л-лейтена́нт) (Contrôleur Général CNG) | Major général (Генера́л-майо́р) (Commissaire) | Major général (Генера́л-майо́р) (Commissaire) | Colonel (Полко́вник) (Commandant CDTEF) | Colonel (Полко́вник) (Commandant CDTEF) | Lieutenant colonel (Подполко́вник) (Commandant CDTD) | Lieutenant colonel (Подполко́вник) (Commandant CDTD) | Major (Майо́р) (Commandant CDT)      | Major (Майо́р) (Commandant CDT)      | Capitaine (Капита́н) (Capitaine)  | Capitaine (Капита́н) (Capitaine)  | Lieutenant principal (Старший лейтенант) | Lieutenant principal (Старший лейтенант) | Lieutenant (Лейтенант) (Lieutenant) | Lieutenant (Лейтенант) (Lieutenant) | Lieutenant subalterne (Младший лейтенант) (Lieutenant Stagiaire) | Lieutenant subalterne (Младший лейтенант) (Lieutenant Stagiaire) | Cadet (Курсант) (Élève-officier) | Cadet (Курсант) (Élève-officier) | Cadet (Курсант) (Élève-officier) | Cadet (Курсант) (Élève-officier) | Cadet (Курсант) (Élève-officier) | Cadet (Курсант) (Élève-officier) | Cadet (Курсант) (Élève-officier) | Cadet (Курсант) (Élève-officier) | Cadet (Курсант) (Élève-officier) | Cadet (Курсант) (Élève-officier) | Cadet (Курсант) (Élève-officier) | Cadet (Курсант) (Élève-officier) |

Enrôlé
| Russia |                                          |                           |                              |                              |                                                 |                                                 |                               |                               |                                                   |                                                   | No equivalent | No equivalent |                                  |                                  |                                  |
| Russia | Praporchtchik senior (Старший прапорщик) | Praporchtchik (Прапорщик) | Starshina (Старшина) (Major) | Starshina (Старшина) (Major) | Sergent-chef (Старший сержант) (Brigadier-Chef) | Sergent-chef (Старший сержант) (Brigadier-Chef) | Sergent (Сержант) (Brigadier) | Sergent (Сержант) (Brigadier) | Sergent junior (Младший сержант) (Sous-Brigadier) | Sergent junior (Младший сержант) (Sous-Brigadier) | No equivalent | No equivalent | Policier (Полицейский) (Gardien) | Policier (Полицейский) (Gardien) | Policier (Полицейский) (Gardien) |

## Équipement

### Transport

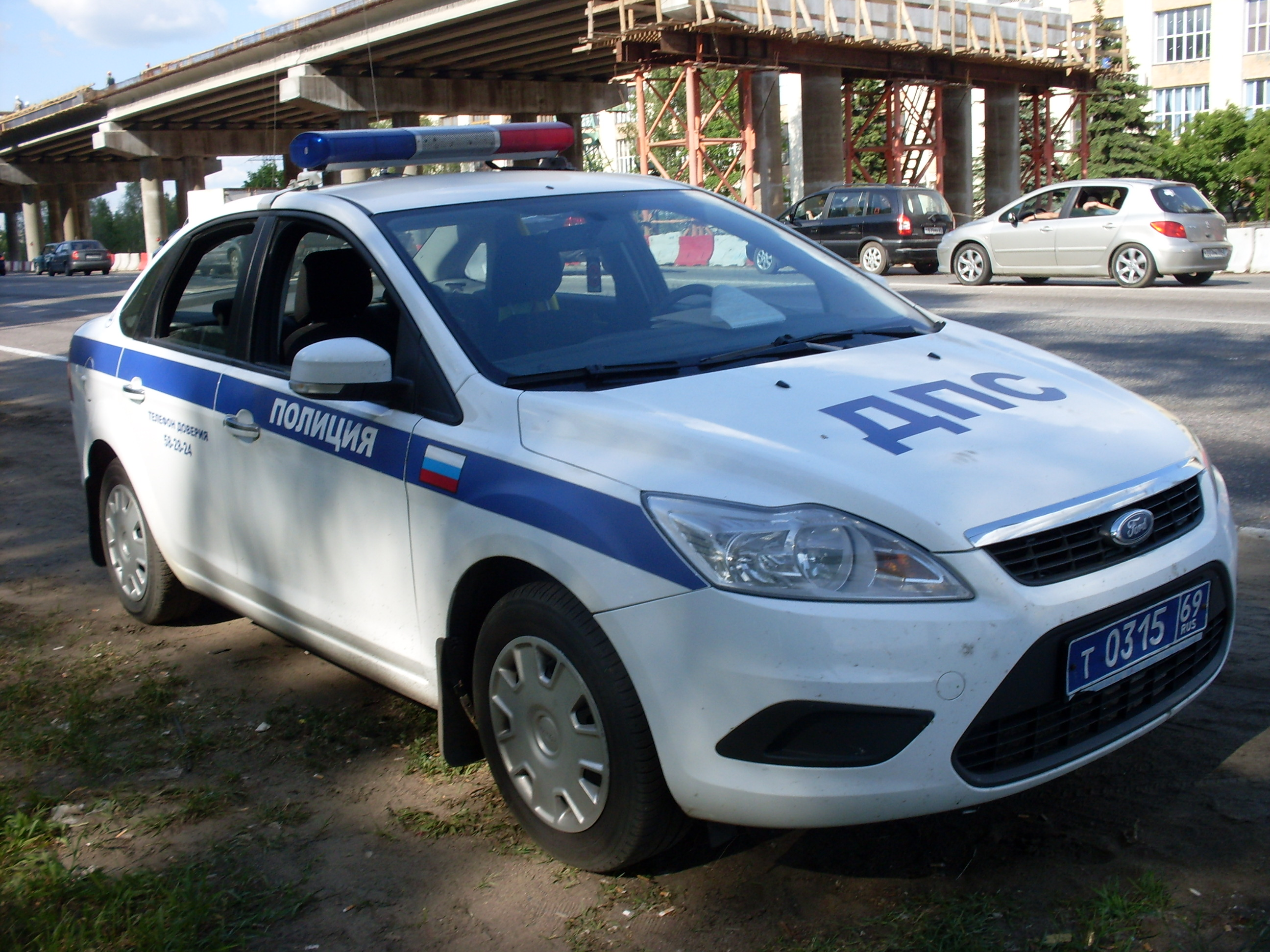
Une voiture de police dans ville de Tver en 2011.

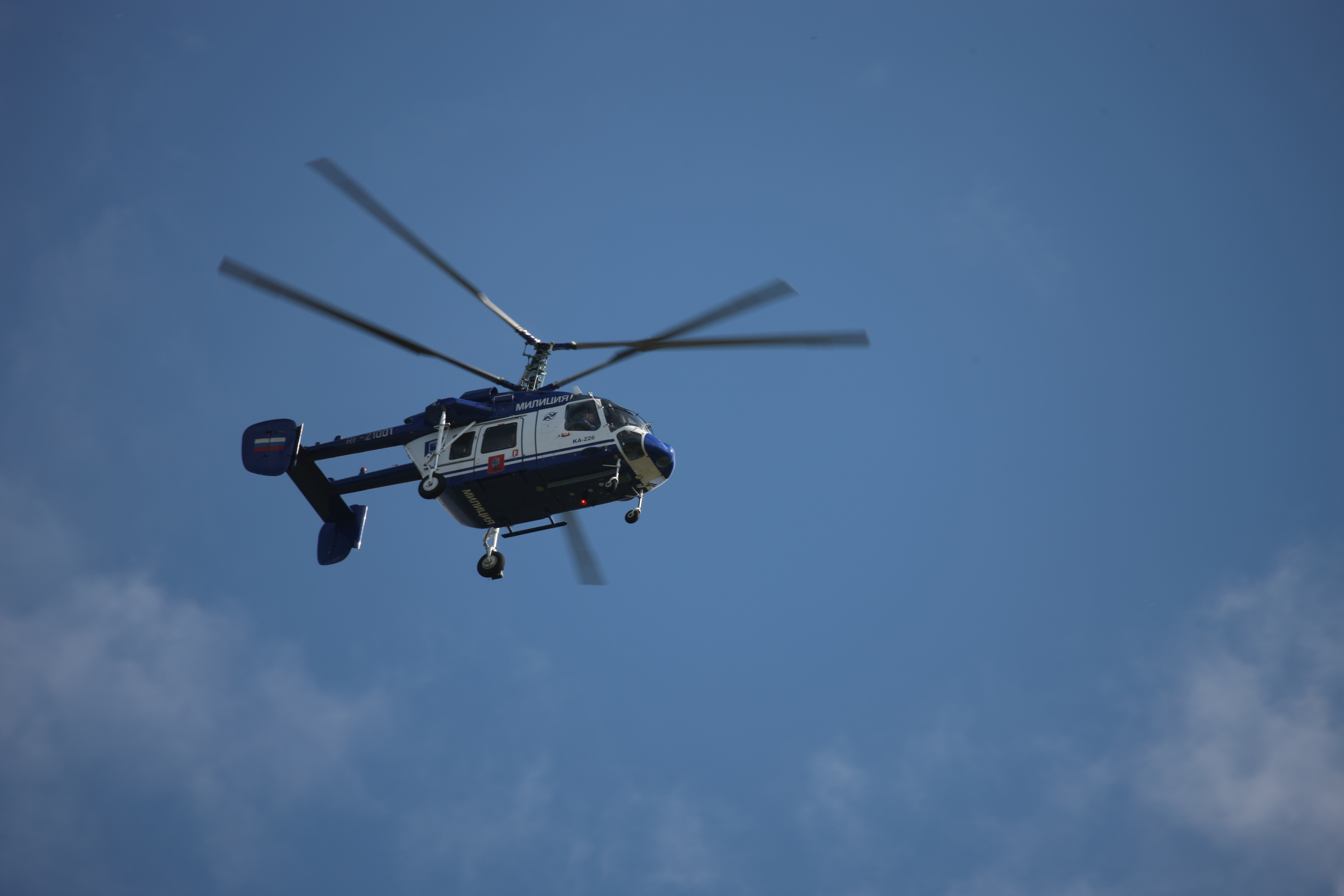
Ka-226 de la police de Moscou en vol en 2008

La police russe utilise différents modèles d'automobiles qui varient grandement en âge et en caractéristiques techniques.
| - Lada Priora - Lada Samara - Lada Granta - Lada Vesta - Fiat Bravo (2007) - Ford Crown Victoria Police Interceptor - Ford Focus - Ford Mondeo - Honda Accord - Nissan Teana - Renault Logan - Volkswagen Passat - Toyota Camry - Kia Sorento - BMW Série 5 - Mercedes-Benz Classe C - Mercedes-Benz Classe E - Mercedes-Benz Classe G - Audi R8 | - GAZelle - UAZ-452 - GAZ-3302 | - Lada Niva (et Chevrolet Niva) - UAZ-469 - UAZ Patriot - Ford Explorer - Land Rover Defender - Mercedes-Benz Classe GLK - Toyota Land Cruiser 200 | - GAZ-2975 "Tigr" - BPM-97 - La BMP-2 - BTR-80 - BTR-82A |

### Galerie

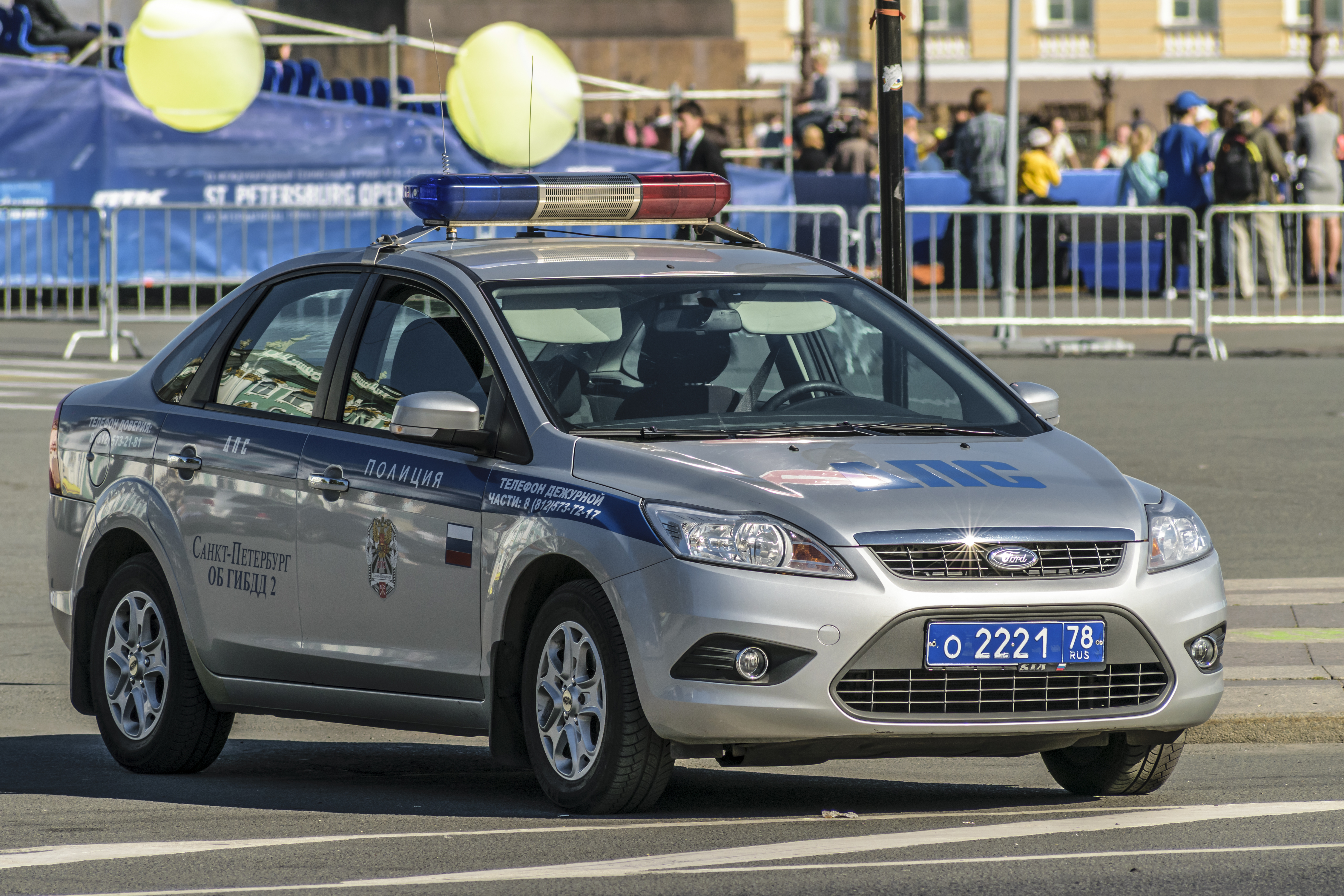
Voiture de police à Saint-Petersbourg
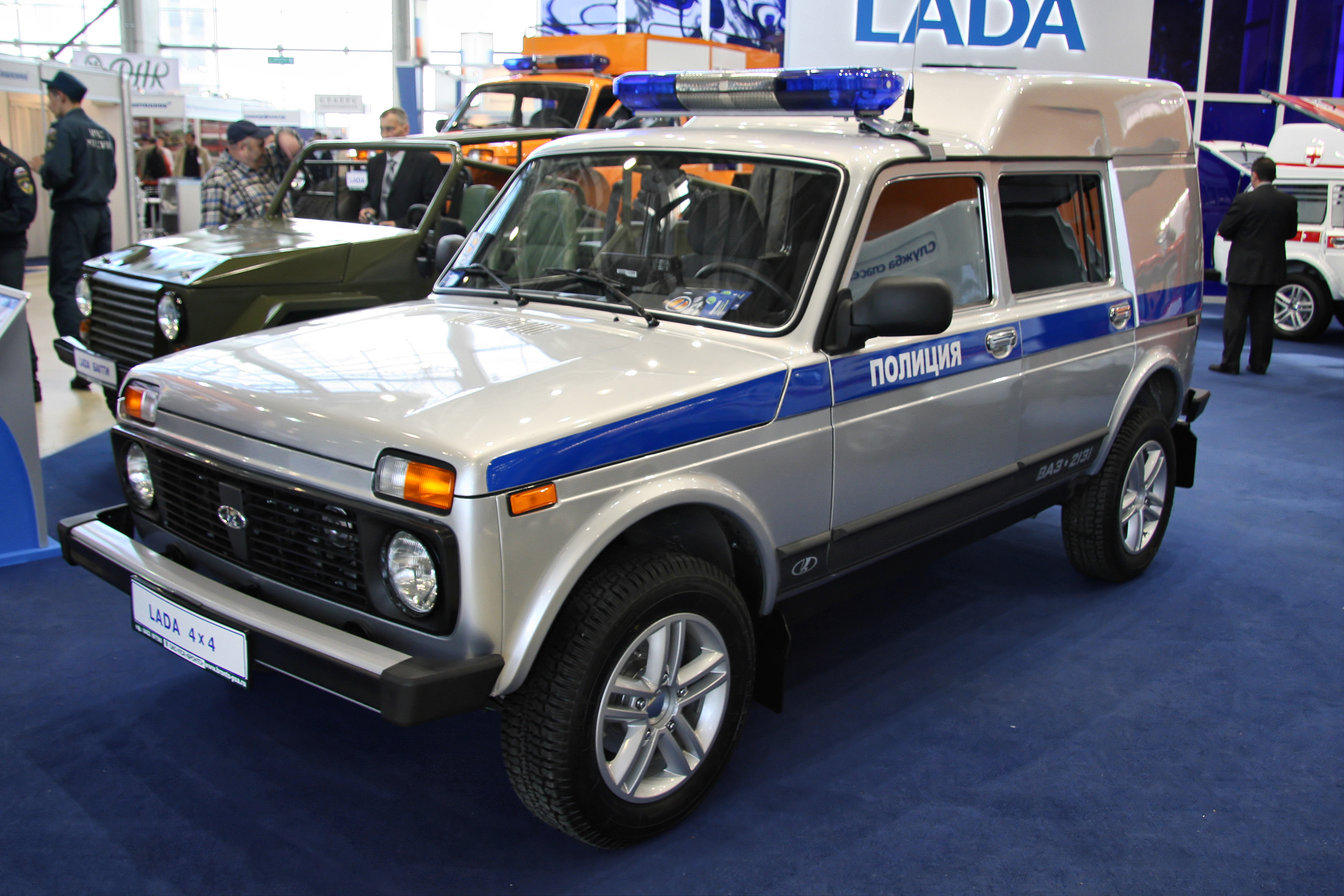
Lada 4x4 Niva
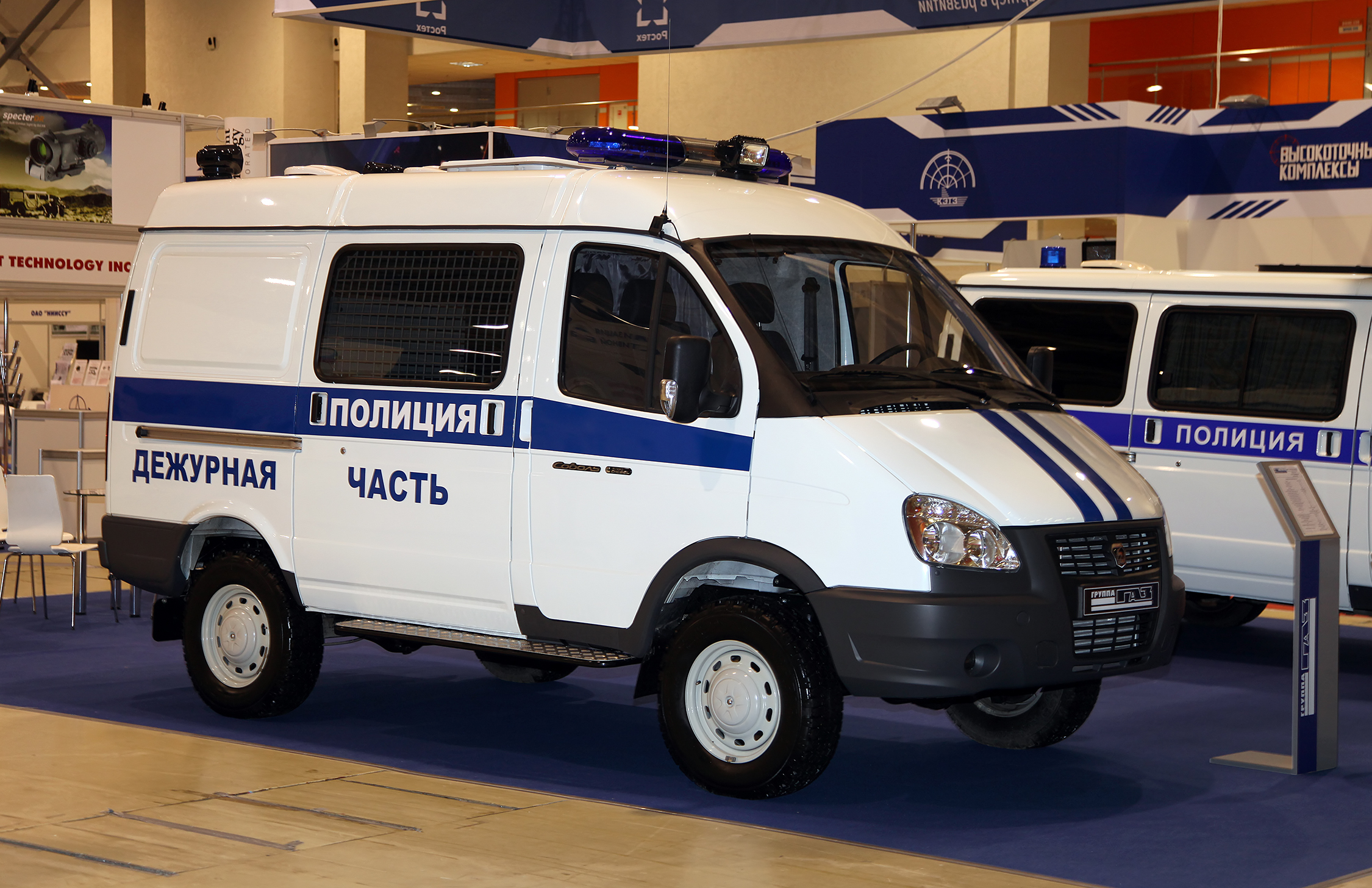
La camionnette GAZ Sobol
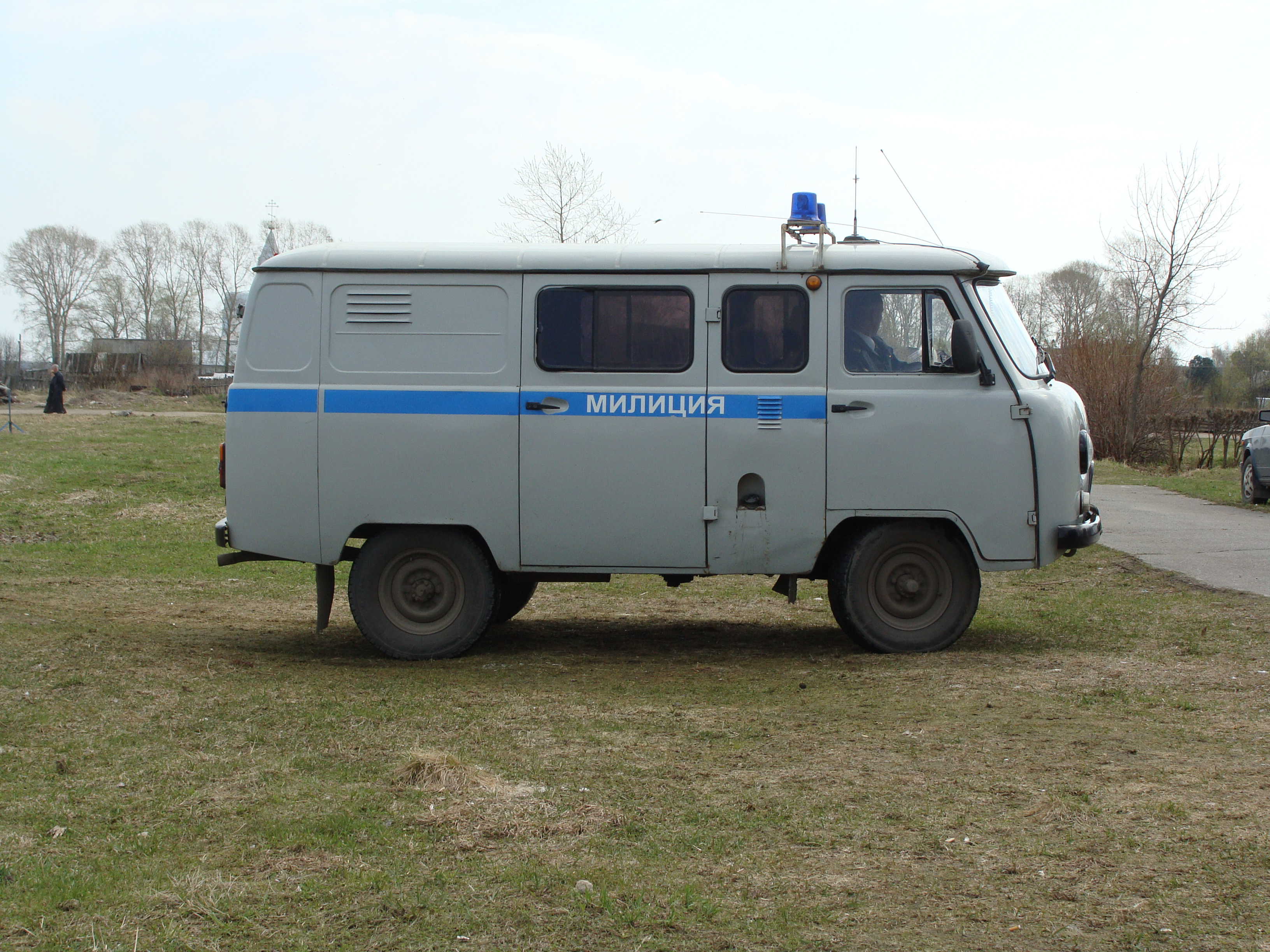
UAZ-3909
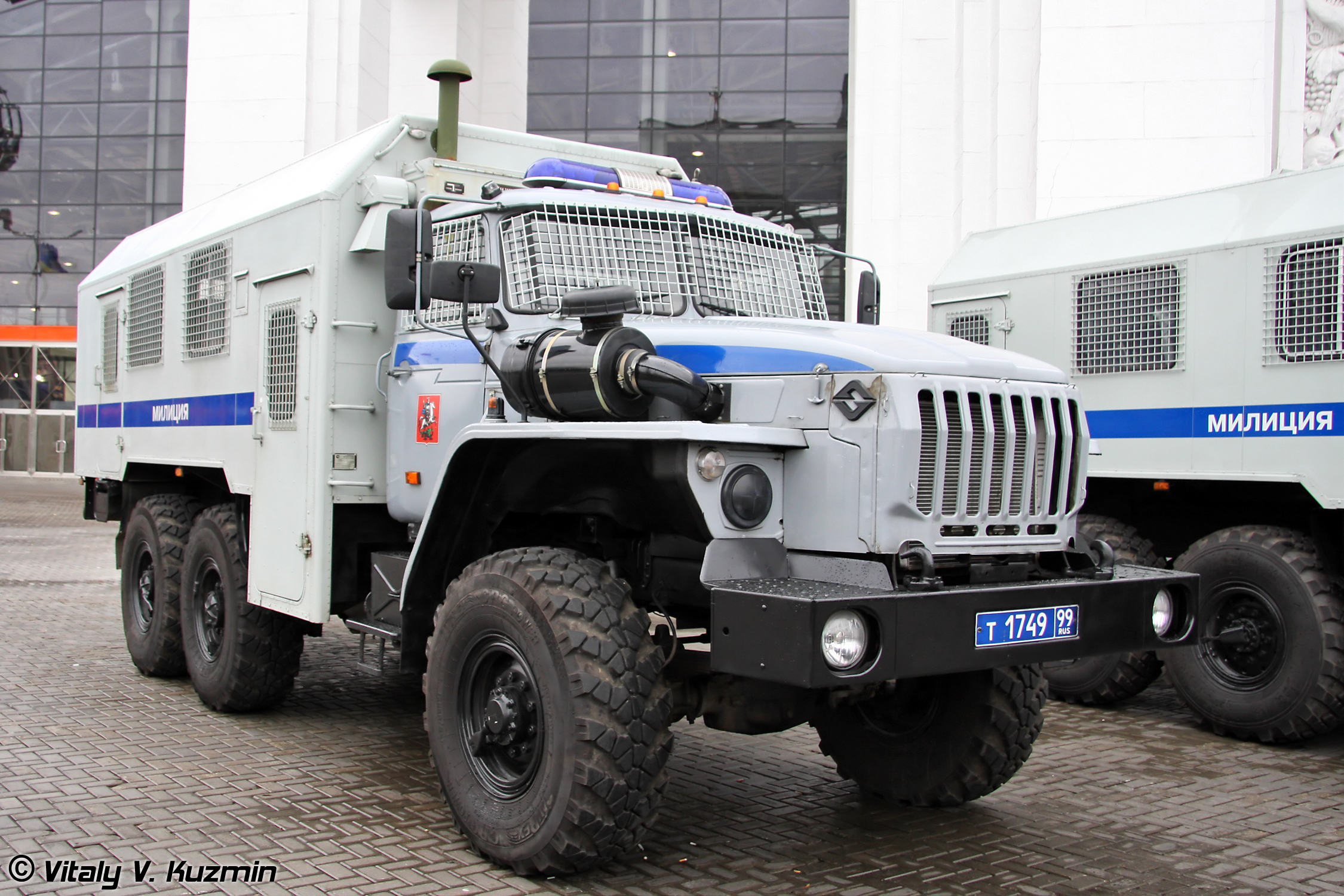
Le camion 572060 aussi connu sous le nom de VM-4320 sur des châssis Ural-4320
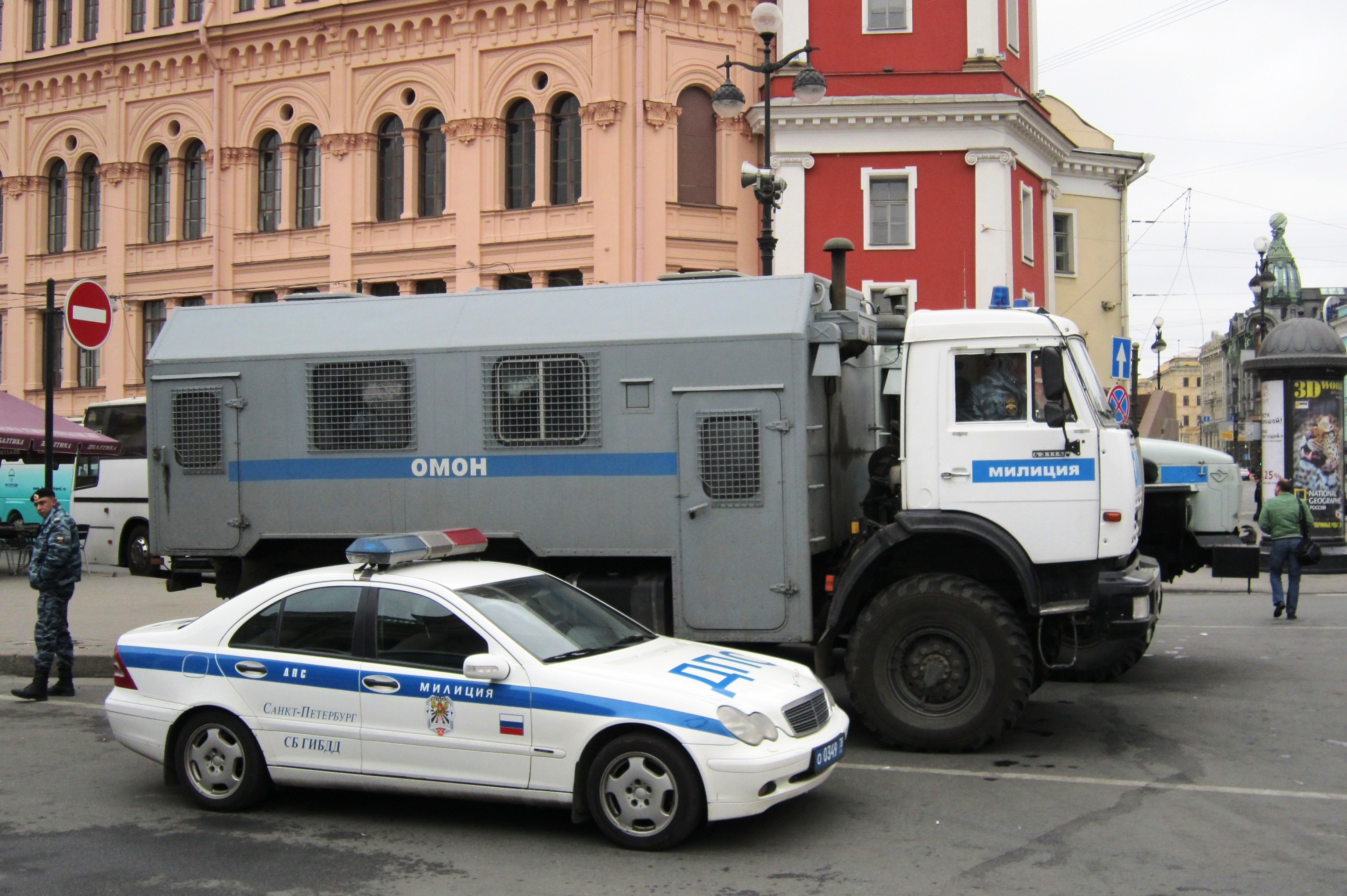
Une Mercedes-Benz et un Kamaz
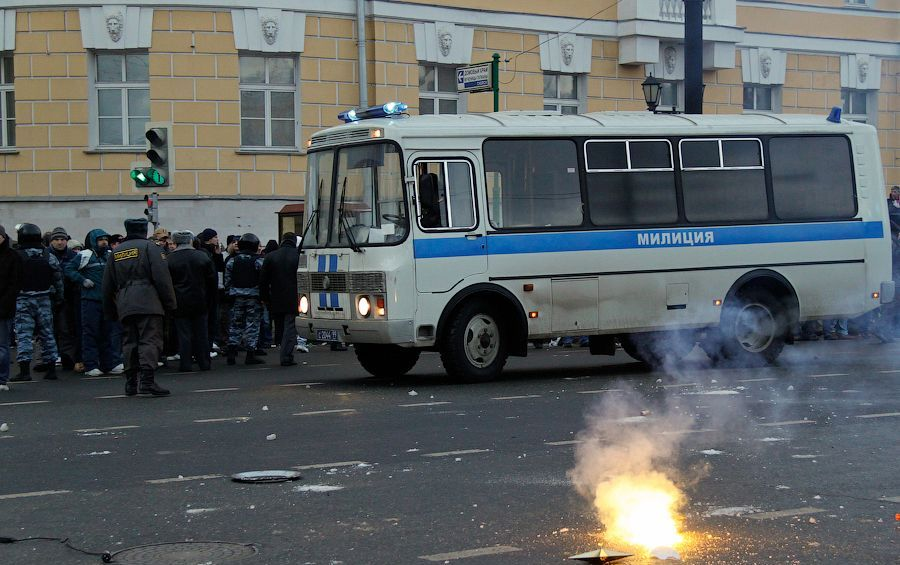
Bus de police PAZ-3205 à Moscou
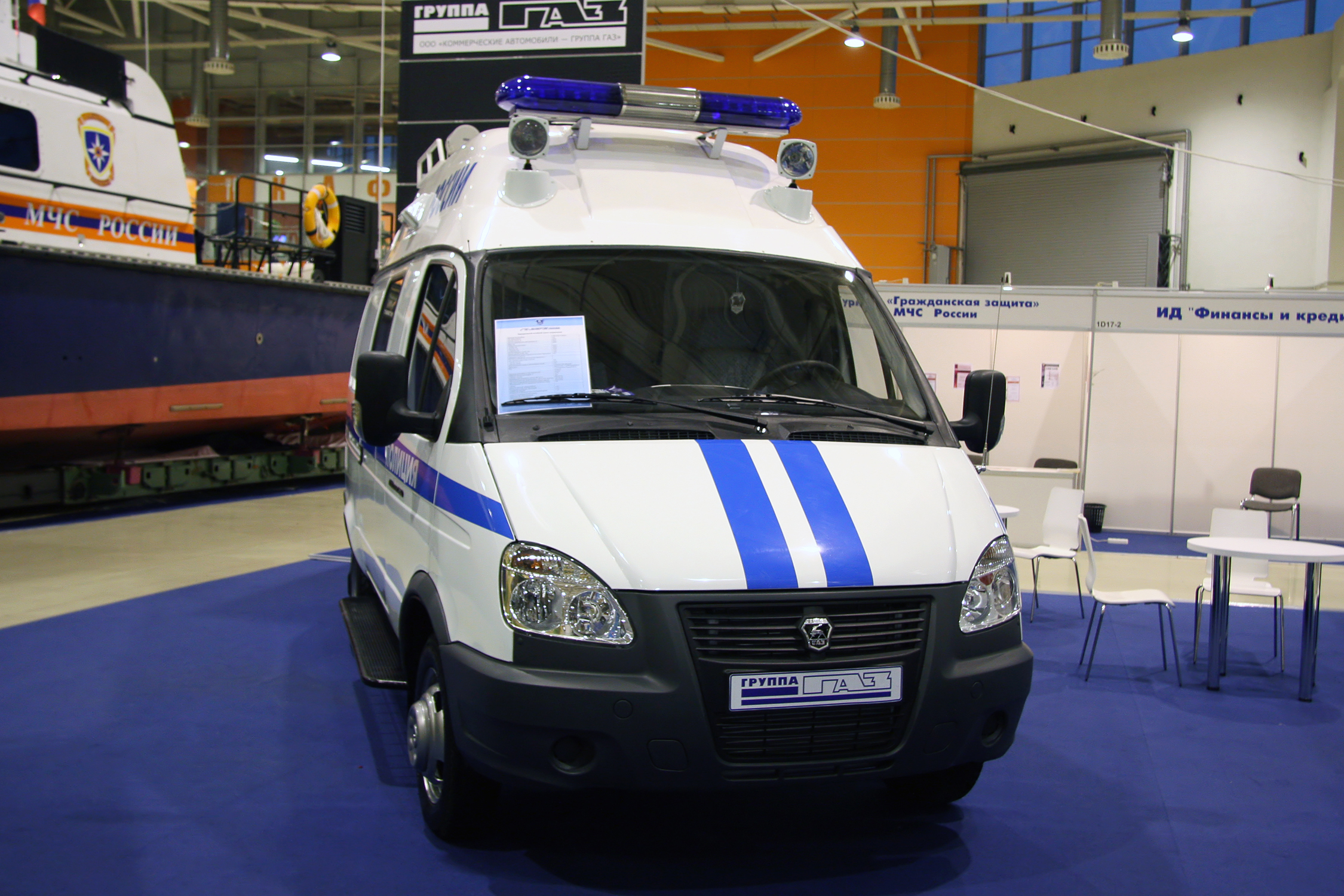
Camionnette GAZelle
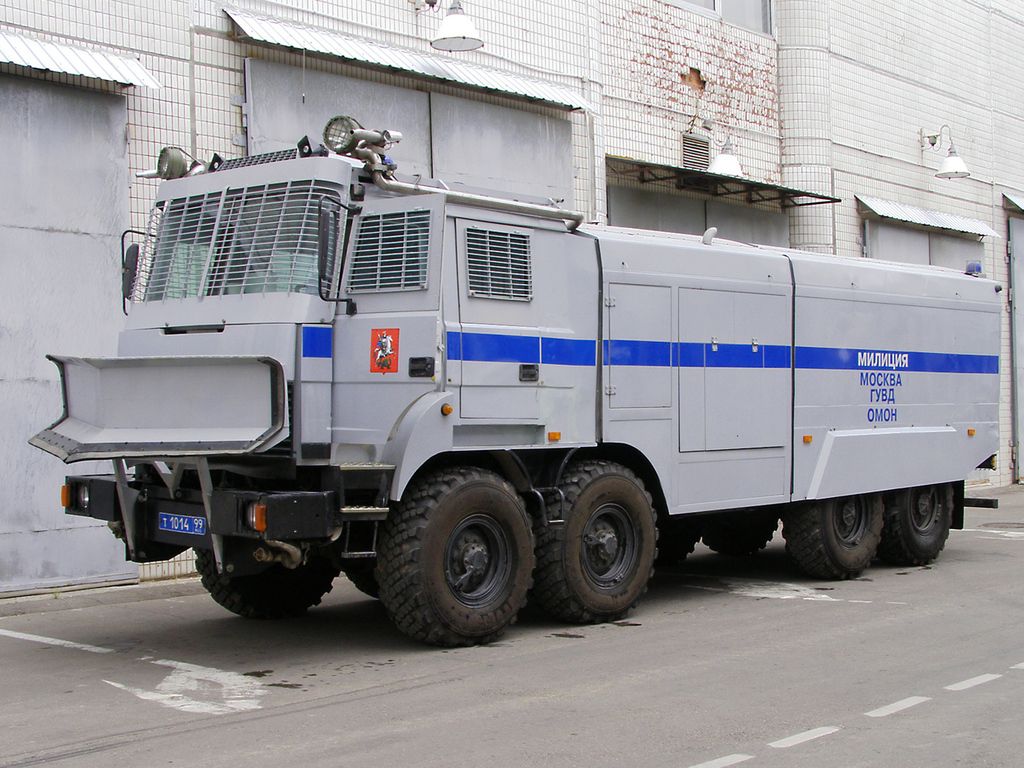
Véhicule anti-émeute OMON Lavina-Uragan de Moscou
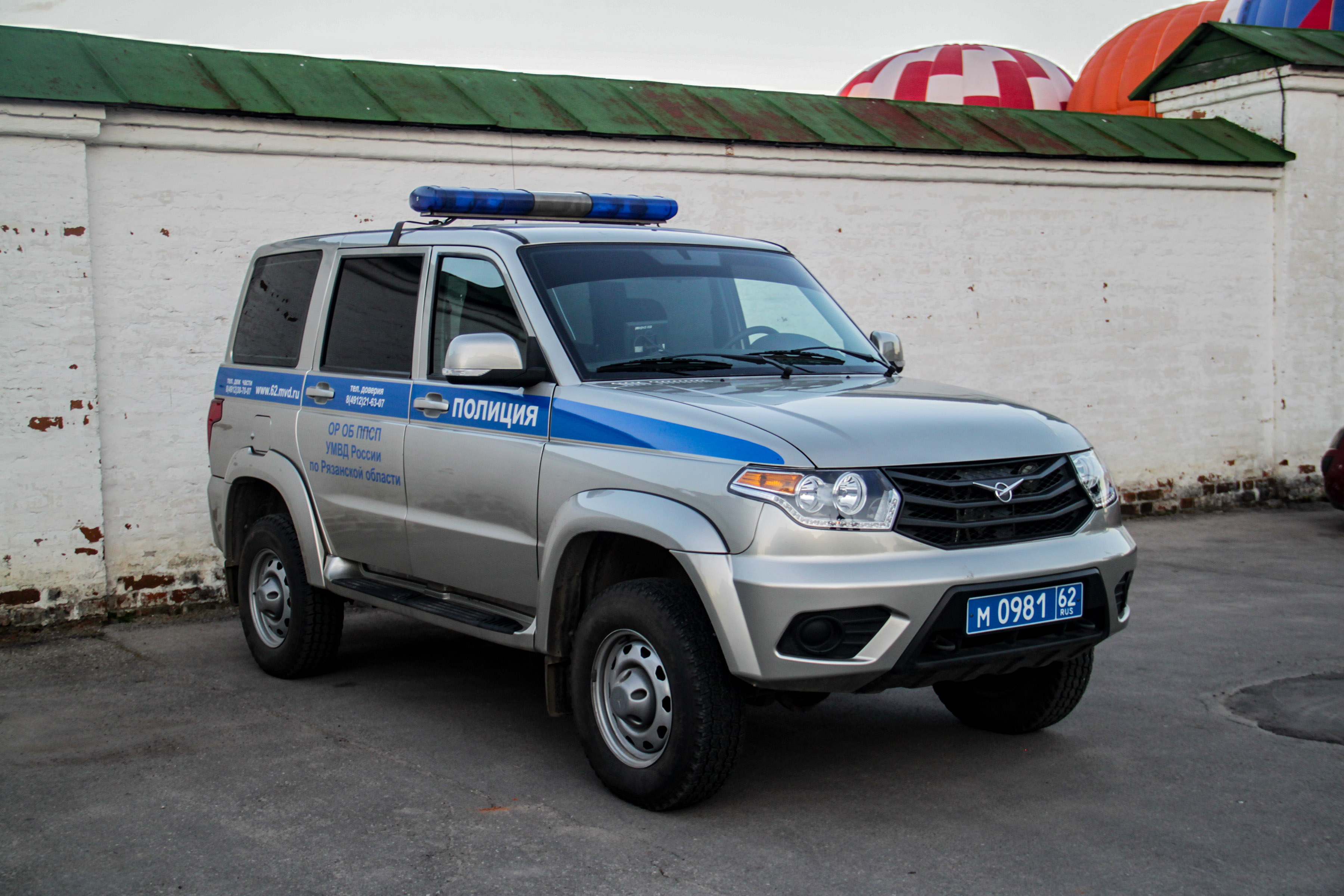
UAZ Patriot Sport
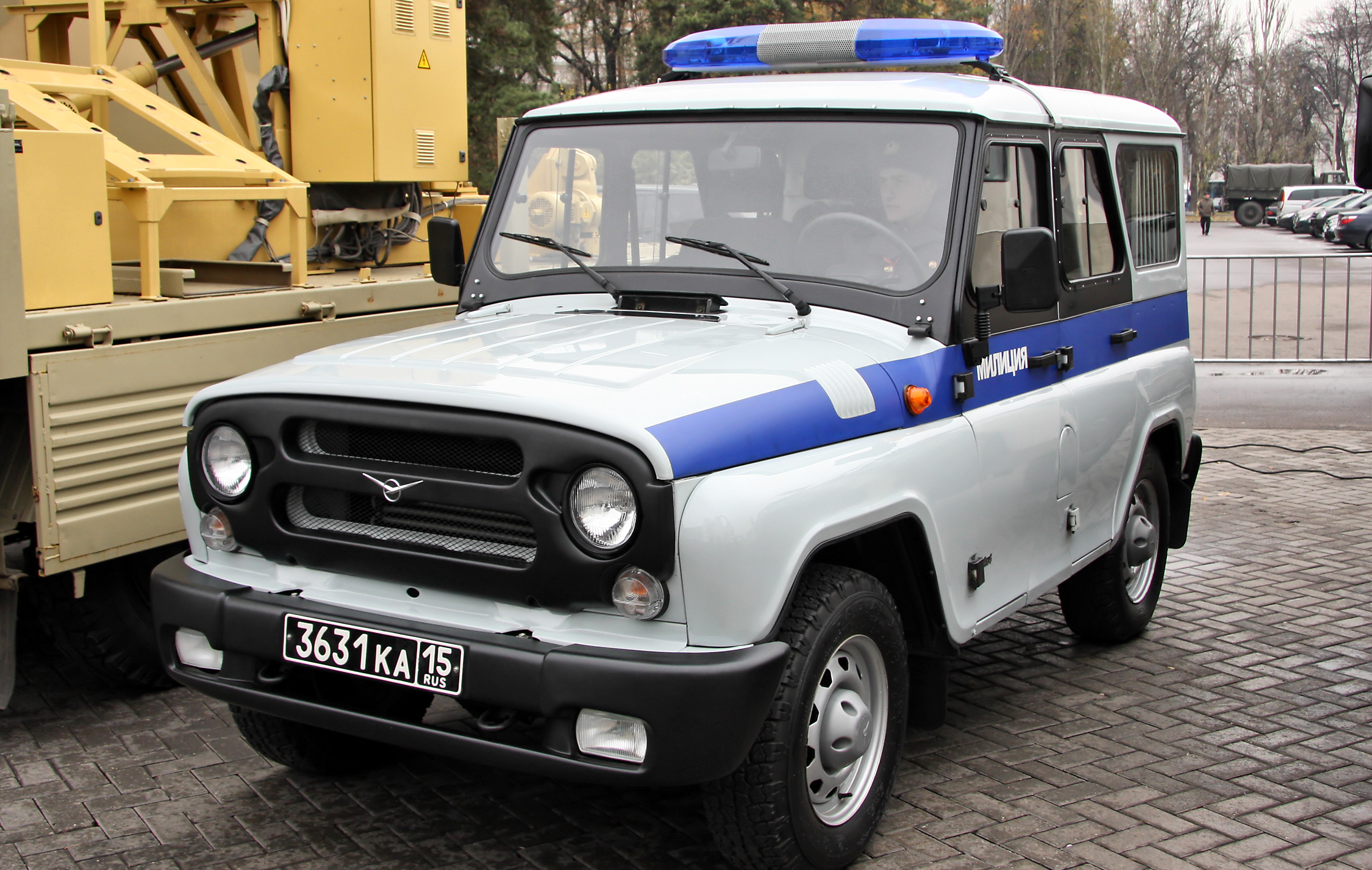
Véhicule de l'OMON, le UAZ Hunter à Tambov
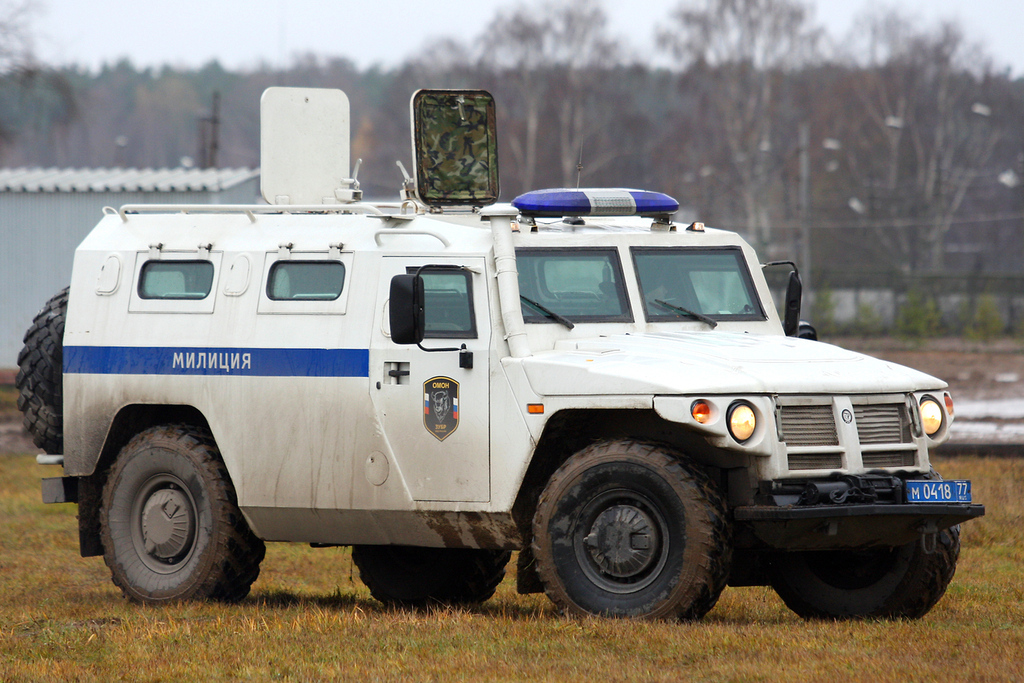
Zubr GAZ-233034 SPM-1 de l'OMON

### Armement
- AK-74M
- AK-74U
- AS Val
- OTs-14 Groza
- PP-19 Bizon
- 9A-91
- A-91
- Pistolet Makarov
- Kiparis OTs-02
- PP-91 KEDR
- Saiga-12S
- MP443 Grach
- GSh-18
- PP-2000
- KS-23
- Vityaz-SN
- CZ 75
- AEK-971